# آر. تريسي ووكر
آر. تريسي ووكر (بالإنجليزية: R. Tracy Walker)‏ هو سياسي أمريكي، ولد في 27 يوليو 1939. انتخب عضو مجلس نواب كارولينا الشمالية.